# Campeonato Africano de Atletismo de 2010 - Salto com vara feminino
A prova do salto com vara feminino do Campeonato Africano de Atletismo de 2010 foi disputada no dia 29 de julho de 2010 em Nairóbi,  no Quênia. 

## Recordes
Antes desta competição, os recordes mundiais e do campeonato nesta prova eram os seguintes:
|                       | Nome              | Nacionalidade | Altura  | Local   | Data                 |
| --------------------- | ----------------- | ------------- | ------- | ------- | -------------------- |
| Recorde mundial       | Yelena Isinbayeva | Rússia        | 5m 06cm | Zurique | 28 de agosto de 2009 |
| Recorde do campeonato | Syrine Balti      | Tunísia       | 4m 21cm | Bambous | 10 de agosto de 2006 |
| Recorde africano      | Elmarie Gerryts   | África do Sul | 4m 42cm | Wesel   | 12 de junho de 2000  |

## Medalhistas
| Ouro                | Prata                   | Bronze                     |
| Nisrine Dinar (MAR) | Laetitia Berthier (BDI) | Sinali Alima Outtara (CIV) |

## Cronograma
Todos os horários são locais (UTC+3).
| Data        | Hora  | Evento |
| ----------- | ----- | ------ |
| 29 de julho | 14:00 | Final  |

## Resultado final
| Posição           | Atleta               | Nacionalidade   | 2.40 | 2.60 | 2.80 | 3.00 | 3.20 | 3.30 | 3.40 | 3.50 | 3.60 | 3.70 | 4.00 | Resultados | Notas            |
| ----------------- | -------------------- | --------------- | ---- | ---- | ---- | ---- | ---- | ---- | ---- | ---- | ---- | ---- | ---- | ---------- | ---------------- |
| Medalha de ouro   | Nisrine Dinar        | Marrocos        | –    | –    | –    | –    | –    | –    | –    | –    | o    | o    | xxx  | 3.70       |                  |
| Medalha de prata  | Laetitia Berthier    | Burundi         | –    | –    | –    | –    | –    | o    | –    | o    | –    | xxx  |      | 3.50       |                  |
| Medalha de bronze | Sinali Alima Outtara | Costa do Marfim | –    | –    | –    | o    | xo   | o    | o    | xxx  |      |      |      | 3.40       |                  |
| 4                 | Sonia Halliche       | Argélia         | –    | –    | –    | –    | –    | –    | xo   | xxx  |      |      |      | 3.40       |                  |
| 5                 | Caroline Cherotich   | Quênia          | o    | o    | o    | xo   | xxx  |      |      |      |      |      |      | 3.00       | Recorde nacional |
| 6                 | Winniey Langat       | Quênia          | o    | xo   | o    | xxx  |      |      |      |      |      |      |      | 2.80       |                  |
| 7                 | Priscilla Nasimiyu   | Quênia          | xo   | xxx  |      |      |      |      |      |      |      |      |      | 2.40       |                  |

Legenda
| Recorde mundial       | Recorde mundial (World record)               |                       | Recorde africano                      | Recorde africano (African) |                                           | Q | Classificado por posição (Qualified) |
| Recorde do campeonato | Recorde do campeonato (Championship record)  | Recorde da América    | Recorde da América (Americas)         | q                          | Classificado por melhor tempo (Qualified) |   |                                      |
| Melhor marca do ano   | Melhor marca do ano (World leading)          | Recorde asiático      | Recorde asiático (Asian)              | DNS                        | Não largou (Did not start)                |   |                                      |
| Recorde nacional      | Recorde nacional (National record)           | Recorde europeu       | Recorde europeu (European)            | DNF                        | Não terminou (Did not finish)             |   |                                      |
| Recorde pessoal       | Recorde pessoal do atleta (Personal best)    | Recorde da Oceania    | Recorde da Oceania (Oceania)          | DSQ / DQ                   | Desclassificado (Disqualified)            |   |                                      |
| Recorde da temporada  | Recorde da temporada do atleta (Season best) | Recorde sul-americano | Recorde sul-americano (South America) | NM                         | Sem marca (No mark)                       |   |                                      |